# كودية السمن (سيدي عزوز)
كودية السمن هي إحدى مشيخات المملكة المغربية، تتبع جغرافيا لإقليم سيدي قاسم وإداريًا لسيدي عزوز. يقدر عدد سكانها بـ 2562 نسمة حسب الإحصاء الرسمي للسكان والسكنى لسنة 2004.